# Pierre García
Pierre Eugenio García Jacquier (Vancouver, 23 de octubre de 1984) es administrador de empresas y político colombiano. Fue electo como miembro de la Cámara de Representantes por Tolima entre 2014 y 2018 con el aval del partido Centro Democrático. Fue subdirector de programas y proyectos del Departamento de Prosperidad Social y director encargado de dicha entidad durante la presidencia de Iván Duque.
García está implicado en el escándalo de corrupción conocido como Las Marionetas, una red criminal que fue liderada por el fallecido exsenador Mario Castaño. La Fiscalía le imputó a Pierre García los delitos de concierto para delinquir agravado e interés indebido en la celebración de contratos. El exfuncionario no aceptó los cargos y asegura que demostrará su inocencia. La fiscalía solicitó ante el juez del caso que se emitiera orden de captura internacional en contra de García por este encontrarse en el exterior y haber mentido sobre su sitio de vivienda.

## Biografía
Hijo de Carlos García Orjuela, expresidente del Congreso de la República de Colombia, es Administrador de Empresas, egresado de la Universidad de Miami y posee una maestría en Desarrollo Económico y Comunitario de la Universidad Estatal de Pensilvania.
Para las elecciones legislativas de 2014, formó parte de la lista a la Cámara de Representantes por el Tolima del movimiento político Centro Democrático, que lideró el expresidente Álvaro Uribe, y resultó elegido Representante para el periodo 2014-2018, tomando posesión del cargo el 20 de julio de 2014. En el año 2015 fue elegido como Segundo vicepresidente de la Cámara de Representantes de la República de Colombia en representación del Centro Democrático.
Tras concluir su mandato en el congreso, se desempeñó como Subdirector del Departamento para la Prosperidad Social, debiendo asumir la presidencia de aquella entidad en marzo de 2022, tras la renuncia de la Directora Susana Correa Borrero. Ocupó el cargo hasta su renuncia el 27 de julio del mismo año.